# Phalène ondulée
Rheumaptera undulata
Pour les articles homonymes, voir Phalène.
Espèce
La Phalène ondulée (Rheumaptera undulata) est une espèce de lépidoptères de la famille des Geometridae.
La première description de l'espèce est due à Carl Linnaeus dans sa 10e édition de Systema Naturae de 1758.
On la trouve dans la majeure partie du paléarctique et en Amérique du Nord,,.

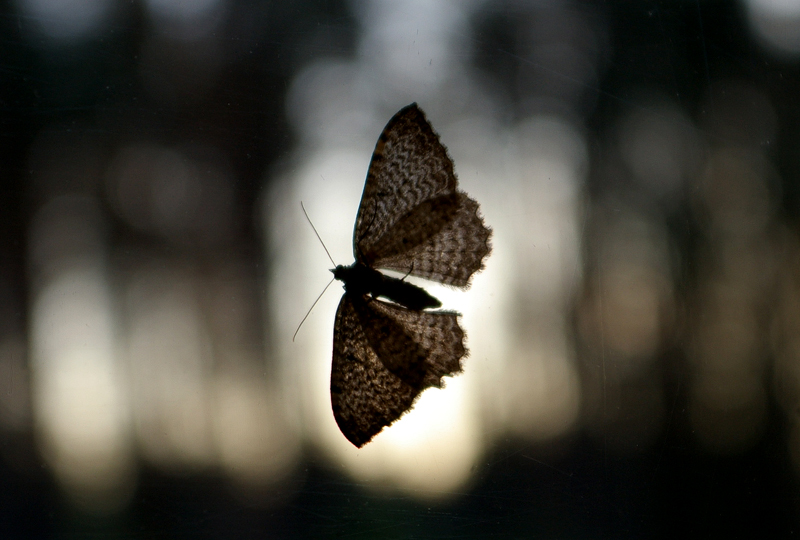

## Synonymes
- Phalaena undulata Linnaeus, 1758
- Hydria undulata (Linnaeus, 1758)

## Description
La Phalène ondulée présente une envergure de 25 à 30 mm.
La couleur de fond des ailes antérieures est pâle. Les lignes transversales sont plus foncées, ondulées, régulièrement espacées et nombreuses. La marge extérieure est brun pâle avec une frange festonnée. Les ailes postérieures ressemblent aux ailes antérieures mais sont plus claires. 
La chenille est relativement puissante, nue à l'exception de quelques courtes soies blanches. Le dos est gris clair à gris foncé, avec d'étroites rayures longitudinales blanches. Le ventre est pâle.

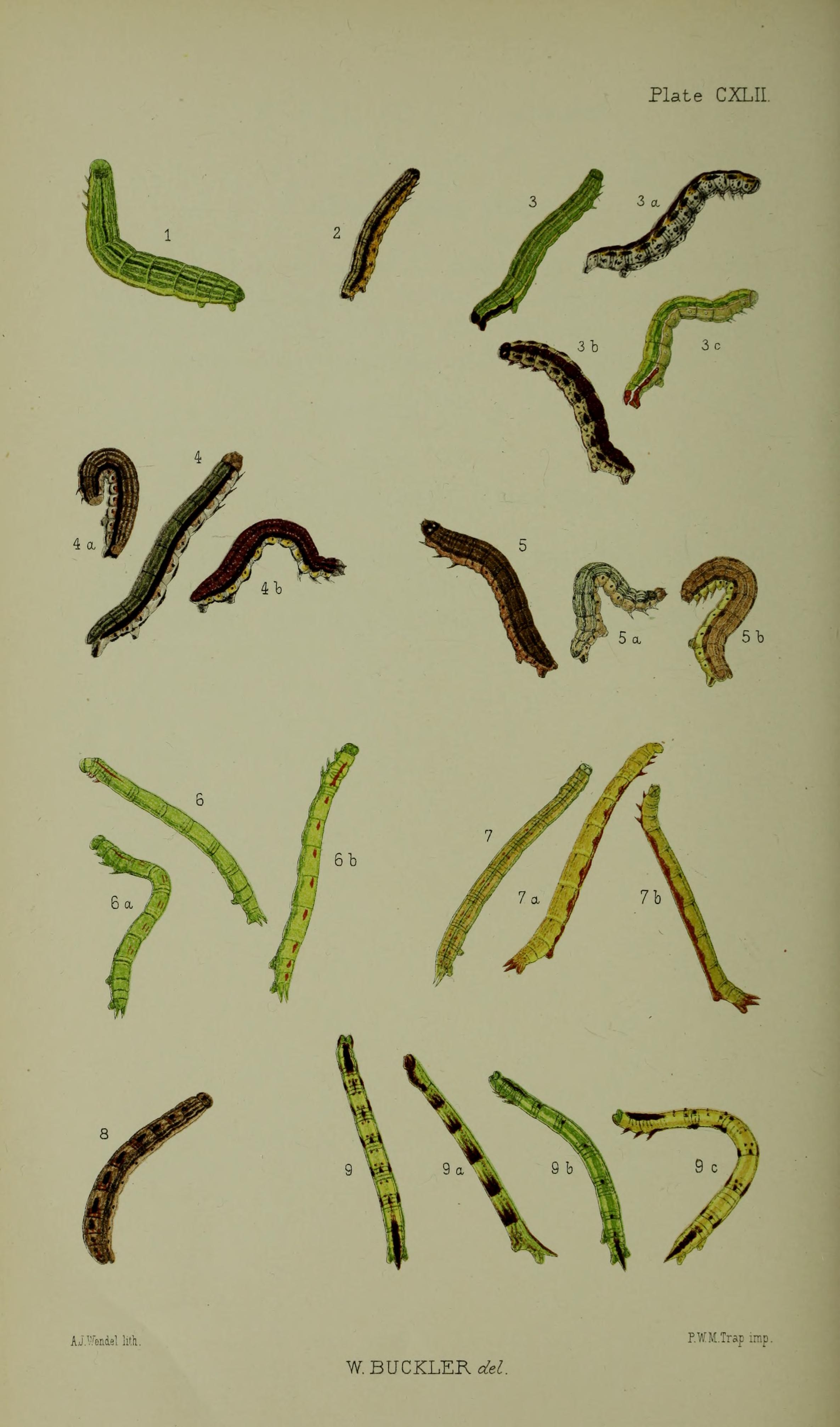
Fig. 5, 5a, 5b chenilles à différents stades.

Seulement une génération par an avec des adultes en vol de fin mai à août en Europe.
L'habitat principal est constitué de forêts légères de carrières et de plaines inondables, de lisières de forêts touffues ainsi que de jardins et de parcs. Dans les Alpes, l'espèce culmine à 1 500 mètres.
La larve se nourrit de bouleau (dont Betula verrucosa et B. pubescens), Vaccinium (dont V. myrtillus et V. uliginosum) et des espèces de saules (dont Salix myrtilloides, S. caprea, S. aurita, S. cinerea, S. myrsinifolia et S. phylicifolia), ainsi que le tremble {Populus tremula), Populus balsamifera, Berberis vulgaris, Ribes alpinum, Spiraea salicifolia, sorbier (Sorbus aucuparia), Elaeagnus commutata et Myrica gale. 
Les chenilles peuvent être trouvées en août et septembre. Elles hivernent sous forme de nymphe.

## Sous-espèces
- Rheumaptera undulata undulata
- Rheumaptera undulata sajana Bryk, 1921